# Paluxysuchus
Paluxysuchus — це вимерлий рід крокодилоподібних неозухії, відомий з ранньокрейдової формації Близнюкових гір (пізній аптський етап) у північно-центральному Техасі. Він містить один вид, Paluxysuchus newmani. Paluxysuchus — один із трьох крокодилоподібних, відомих із ранньої крейди в Техасі, інші — Pachycheilosuchus та безіменний вид, який називають «формою Глена Роуза». Paluxysuchus має довгий плоский череп, який, ймовірно, є перехідним між довгими та вузькими черепами багатьох ранніх неозухій та короткими та плоскими черепами пізніших неозухій.

## Опис
Череп Paluxysuchus довгий, плоский і має форму трикутника, якщо дивитися зверху. У найповнішої копалини Paluxysuchus череп має довжину близько 30 сантиметрів. Зуби на кінчику морди збільшені.